# Darkman III: Die Darkman Die
Darkman III: Die Darkman Die (no Brasil, Darkman 3 - Enfrentando a Morte) é um filme estadunidense, do ano de 1996, dos gêneros ficção científica, ação e suspense, dirigido por Bradford May.

## Enredo
Nesta nova aventura de Darkman ele passa a ser o alvo de um traficante de drogas que deseja obter o segredo de sua força sobre-humana, utilizando-se para isso, dos conhecimentos científicos de sua amante, uma cientista pesquisadora. Ao mesmo tempo, elabora um plano para eliminar um novo promotor que quer um combate total contra as drogas. Quando a cientista tenta vender as descobertas para companhias farmacêuticas, tanto ela como sua filha, passam a correr risco de perder a vida.

## Elenco
- Jeff Fahey.......Peter Rooker
- Arnold Vosloo.......Darkman / Dr. Peyton Westlake
- Darlanne Fluegel.......Dra. Bridget Thorne
- Roxann Dawson.......Angela Rooker
- Nigel Bennett.......Nico
- Alicia Panetta.......Jenny Rooker
- Ronn Sarosiak.......Mack
- Peter Graham.......Joey
- Shawn Doyle.......Adam
- Vieslav Krystyan.......Ivan
- Chris Adams.......Whit
- Rick Parker.......E.K.
- Joel Bissonnette.......Mayo
- John Novak.......Ryan Mitchell
- Christopher Bondy.......Gibson
- Von Flores.......Johnny Lee
- Eric Hollo.......Paul Raney
- Lance Paton.......Narrador
- Suzanne Primeau.......Mãe
- Bob Windsor.......Tio Owen